# Katrina Wan
Katrina Wan Ka Kai (chiń. 溫家琪) (ur. 8 marca 1988) – snookerzystka pochodząca z Hongkongu. W 2018 roku zajęła drugie miejsce w Australian Women's Open.

## Biografia
Wan rozpoczęła grę w snookera kobiet w World Women’s Snooker Tour w 2013 roku. W październiku 2018 osiągnęła najwyższą jak dotąd pozycję – 5. miejsce.
Podczas Mistrzostw Świata Par Kobiet WLBS 2016 Wan i Ng On Yee pokonały Marię Catalano i Tatjanę Vasiljewą 4–1.
Kolejnym sukcesem Wan w grze podwójnej było zwycięstwo w parze z Sandersonem Lamem w turnieju par mieszanych Festival of Women’s Snooker 10-Red w 2017.
Wan zajęła drugie miejsce w Australian Women's Open 2018. Wygrała swoją grupę kwalifikacyjną, wygrywając wszystkie pięć meczów 3–0, a następnie pokonała Janine Rollings 3–0 w 1/8 finału i Jessicę Woods 3–1 w ćwierćfinale. W półfinale Wan pokonała 11-krotną mistrzynię świata Reanne Evans 4–3. Wan wygrała pierwszego frame’a finału z Ng On-yee, a następnie przegrała trzy kolejne. On Yee wygrała szóstą partię i cały mecz 4–2.

## Tytuły i osiągnięcia

### World Women’s Snooker
| Aktywne turnieje                |               |               |               |               |               |               |               |               |               |               |               |               |               |               |               |               |               |               |               |               |               |               |               |               |               |               |               |
| UK Women’s Snooker Championship |               | SF            | L16           | SF            | QF            | A             | A             | A             | A             | RR            |               |               |               |               |               |               |               |               |               |               |               |               |               |               |               |               |               |
| US Women’s Snooker Open         | nie rozegrano | nie rozegrano | nie rozegrano | nie rozegrano | nie rozegrano | nie rozegrano | nie rozegrano | nie rozegrano | A             | A             |               |               |               |               |               |               |               |               |               |               |               |               |               |               |               |               |               |
| Australian Women’s Open         | nie rozegrano | nie rozegrano | nie rozegrano | nie rozegrano | nie rozegrano | F             | A             | NH            | A             | A             |               |               |               |               |               |               |               |               |               |               |               |               |               |               |               |               |               |
| Women’s Masters                 | A             | QF            | A             | 1R            | 1R            | A             | A             | A             | A             | A             |               |               |               |               |               |               |               |               |               |               |               |               |               |               |               |               |               |
| Belgian Women’s Open            | nie rozegrano | nie rozegrano | nie rozegrano | nie rozegrano | nie rozegrano | A             | A             | NH            | A             | A             |               |               |               |               |               |               |               |               |               |               |               |               |               |               |               |               |               |
| World Championship              | A             | A             | A             | QF            | A             | A             | NH            | A             | A             | A             |               |               |               |               |               |               |               |               |               |               |               |               |               |               |               |               |               |
| British Women’s Open            | A             | nie rozegrano | nie rozegrano | nie rozegrano | QF            | nie rozegrano | nie rozegrano | A             | A             | QF            |               |               |               |               |               |               |               |               |               |               |               |               |               |               |               |               |               |
| Dawne turnieje                  |               |               |               |               |               |               |               |               |               |               |               |               |               |               |               |               |               |               |               |               |               |               |               |               |               |               |               |
| Southern Classic                | QF            | nie rozegrano | nie rozegrano | nie rozegrano | nie rozegrano | nie rozegrano | nie rozegrano | nie rozegrano | nie rozegrano | nie rozegrano | nie rozegrano | nie rozegrano | nie rozegrano | nie rozegrano | nie rozegrano | nie rozegrano | nie rozegrano | nie rozegrano | nie rozegrano | nie rozegrano | nie rozegrano | nie rozegrano |               |               |               |               |               |
| Eden Classic                    | QF            | A             | QF            | nie rozegrano | nie rozegrano | nie rozegrano | nie rozegrano | nie rozegrano | nie rozegrano | nie rozegrano | nie rozegrano | nie rozegrano | nie rozegrano | nie rozegrano | nie rozegrano | nie rozegrano | nie rozegrano | nie rozegrano | nie rozegrano | nie rozegrano | nie rozegrano | nie rozegrano | nie rozegrano | nie rozegrano |               |               |               |
| Paul Hunter Classic             | nie rozegrano | nie rozegrano | nie rozegrano | 1R            | QF            | nie rozegrano | nie rozegrano | nie rozegrano | nie rozegrano | nie rozegrano | nie rozegrano | nie rozegrano | nie rozegrano | nie rozegrano | nie rozegrano | nie rozegrano | nie rozegrano | nie rozegrano | nie rozegrano | nie rozegrano | nie rozegrano | nie rozegrano | nie rozegrano | nie rozegrano | nie rozegrano | nie rozegrano |               |
| European Masters                | nie rozegrano | nie rozegrano | nie rozegrano | nie rozegrano | nie rozegrano | 1R            | nie rozegrano | nie rozegrano | nie rozegrano | nie rozegrano | nie rozegrano | nie rozegrano | nie rozegrano | nie rozegrano | nie rozegrano | nie rozegrano | nie rozegrano | nie rozegrano | nie rozegrano | nie rozegrano | nie rozegrano | nie rozegrano | nie rozegrano | nie rozegrano | nie rozegrano | nie rozegrano | nie rozegrano |
| 10-Red World Championship       | nie rozegrano | nie rozegrano | nie rozegrano | nie rozegrano | 1R            | A             | A             | nie rozegrano | nie rozegrano | nie rozegrano | nie rozegrano |               |               |               |               |               |               |               |               |               |               |               |               |               |               |               |               |
| 6-Red World Championship        | nie rozegrano | nie rozegrano | nie rozegrano | nie rozegrano | SF            | A             | A             | nie rozegrano | nie rozegrano | nie rozegrano |               |               |               |               |               |               |               |               |               |               |               |               |               |               |               |               |               |